# Boniya
Boniya (nep. बोर्लाङ) – gaun wikas samiti w zachodniej części Nepalu w strefie Seti w dystrykcie Kailali. Według nepalskiego spisu powszechnego z 2001 roku liczył on 1800 gospodarstw domowych i 13265 mieszkańców (6567 kobiet i 6698 mężczyzn).